# Incident du SOS du mont Asahi
L'incident du SOS du mont Asahi, aussi connu comme l'incident du signal de détresse SOS (SOS遭難事件, Esuōesu sōnan jiken), est un événement ayant eu lieu en juillet 1989 sur le mont Asahi de la chaîne Daisetsuzan, sur l'île de Hokkaidō, après la découverte de restes humains près d'un SOS géant fait de billots de bois.

## Les faits
Dans l'après-midi du 24 juillet 1989, durant sa recherche de deux randonneurs de Tokyo disparus sur les sentiers du mont Kuro (黒岳) vers le mont Asahi (旭岳) dans le parc national de Daisetsuzan, l'hélicoptère « Ginsei 1 » (ぎんせい1号) de la police de Hokkaidō (ja) (北海道警察) repère un signe SOS géant de 5 mètres de long fait de billots de bois, au sud du mont Asahi, en amont de la rivière Chūbetsu (ja) (忠別川). Les deux randonneurs perdus sont rapidement localisés à environ 2 ou 3 kilomètres du signal et secourus,,,.
Croyant que le SOS a été fait par les deux hommes, la police de Hokkaidō les questionne sur le sujet pour les féliciter de leur débrouillardise, mais les deux hommes nient toute implication ou connaissance du signe. La police réalise alors qu'une autre personne pourrait très bien être en détresse, et le lendemain matin envoie un nouvel hélicoptère de sauvetage sur le site du SOS. Ils y trouvent à une centaine de mètres du signe des os humains présentant des marques de morsures d'animaux, ainsi que quatre cassettes, un magnétophone, un sac à dos, des omamori et quelques autres objets divers,,,.
Les restes humains sont immédiatement envoyés à l'Université de médecine d'Asahikawa pour une autopsie, qui permettent alors d'identifier la personne comme étant une femme âgée d'entre 20 et 40 ans,. Cependant, le 27, lorsque les policiers écoutent les cassettes trouvées près du signe, ils entendent un enregistrement de 2 minutes et 17 secondes d'une voix d'homme appelant à l'aide. La voix est forte et saccadée, chaque syllabe étant prononcée séparément,. Le message transcrit est comme tel : 
« 
- Japonais original : S-O-S、助けてくれ、崖の上で身動き取れず、S-O-S、助けてくれ。場所ははじめにヘリに会ったところ。ササ深く、上へは行けない。ここから吊り上げてくれ
- Romaji : Esu-ō-esu, tasuketekure, gake no ue de miugoki torezu, esu-ō-esu, tasuketekure. Basho wa hajime ni heri ni atta tokoro. Sasa fukaku, ue e wa ikenai. Koko kara tsuriagete kure
- Traduction français : S-O-S, aidez-moi, je suis coincé en haut d'une falaise, S-O-S, aidez-moi. Je suis là où j'ai vu l'hélico pour la première fois. Le bambou est épais, je ne peux pas aller en haut. Sortez-moi d'ici

 »
Les cassettes restantes contenaient des enregistrements de chansons thèmes de The Super Dimension Fortress Macross et Mahō no purinsesu Minky Momo deux émissions de personnages animés diffusées entre 1982 et 1984,. Une illustration de Mahō no purinsesu Minky Momo avait également été collée sur une des cassettes. Il a aussi été confirmé que les billots de bois du signal SOS étaient visibles sur des cartes topographiques de l'Institut d'études géographiques, adaptées de photographies aériennes de l'Agence forestière japonaise (ja) prises le 20 septembre 1987. 
Lors des recherches menées le 28 juillet, sont découverts d'autres ossements humains, dont un crâne, des chaussures de basketball pour hommes et un trépied. Il a aussi été déterminé que des accidents s'étaient produits sur la montagne en juin de la même année et en juillet 1984,. Durant l'incident de juillet 1984, un homme (Kenji Iwamura) avait disparu alors qu'il escaladait le mont Asahi. Il correspond à un employé de bureau de la ville de Kōnan, dans la préfecture d'Aichi, dont le collègue avait signalé sa disparation le même mois. L'employé disparu avait le même trépied et avait enregistré des chansons d'émissions télévisées sur ses cassettes. La taille des chaussures de basket et l'emplacement du sanctuaire ayant issu les omamori, dans la ville d'origine du disparu, ont confirmé l'identité de la victime. Cependant, puisque les restes ont été identifiés comme ceux d'une femme, il a été théorisé qu'il y a eu deux victimes ; l'employé de bureau disparu et une femme inconnue. Toutefois, aucune relation a pu être déterminée entre l'homme et la potentielle femme disparue. De plus, aucune disparition de femme sur le mont Asahi n'avait été signalée et l'homme avait entamée l'ascension de la montagne seul. 
Le 28 février 1990, le commissariat d'Asahikawa-est (ja) a confirmé que les restes humains trouvés étaient d'une seule personne, un homme, permettant de confirmer que la seule victime était l'homme originaire de Kōnan.

## Analyse

### Cause de la disparition

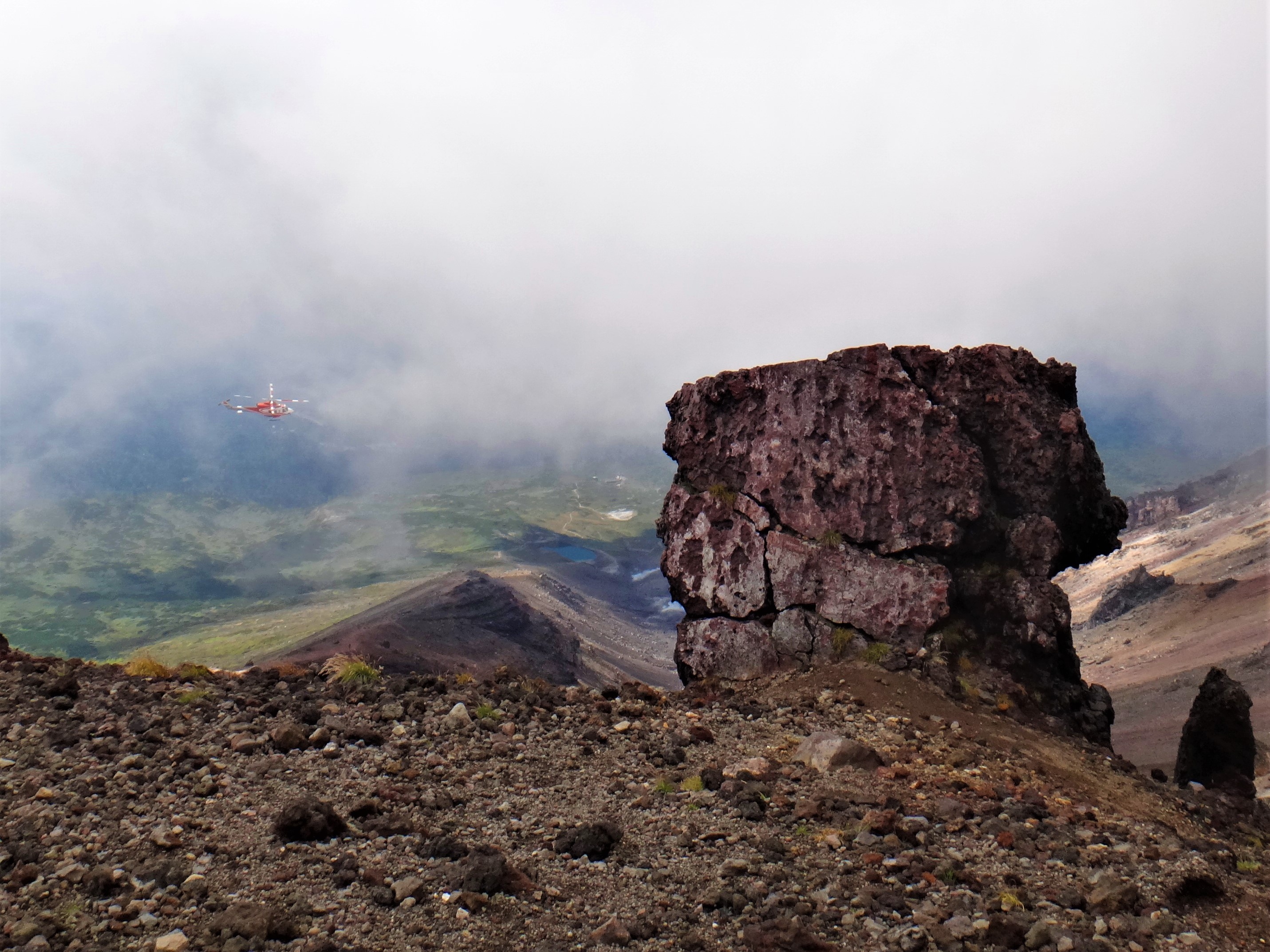
Le « rocher coffre-fort ».

Sur la crête de l'Asahi se trouve le « rocher-coffre-fort », une roche de forme carrée utilisée comme point de repère. Cependant, à côté de ce rocher se trouve un autre rocher de forme similaire, le « faux rocher coffre-fort ». Si l'on poursuit son trajet à partir du faux rocher coffre-fort, on se retrouve au pied de la montagne dans le même lieu où le SOS a été trouvé. La pente du côté du faux-rocher est couvert d'un champ de bambous, ce qui la rend la descente facile, mais la remontée presque impossible en raison de l'aspect du bambou. Depuis le plateau du SOS, la descente est tout aussi impossible que la remontée, puisque la pente au-delà est très à pic. Cela a été constaté par une équipe de journaliste visitant le site de l'incident et qui se sont trouvés coincés, et qui ont dû être secourus par voie aérienne. 

### Le signe SOS
Le signe SOS a été formé en superposant plusieurs gros billots de bois et dû à leur longueur et masse, il est estimé que cela aurait pris à un homme au moins deux jours et des efforts considérables pour créer le signe. Une question se pose alors. Si l'homme avait eu assez de force pour créer le signe, alors il est impensable qu'il n'aurait pas essayé de s'échapper par lui-même au lieu de rester près du signe. Toutefois, l'homme aurait pu avoir jugé bon de rester sur place au lieu de bouger et épuiser ses forces ou n'aurait pas pu s'échapper dû à la difficulté du relief. Dans la série Astro, le petit robot d'Osamu Tezuka, le même créateur de Mahō no purinsesu Minky Momo que l'on a trouvé sur sa cassette, il y a une scène où les personnages forment un SOS avec des arbres tombés,. 

### La cassette du SOS
La raison pour l'enregistrement de détresse n'est pas connue, mais il a été théorisé que la personne l'ayant enregistré était incapable de se déplacer et l'avait enregistré au cas où il aurait perdu sa voix lorsqu'il aurait repéré les secours,. Une autre raison avancée est que l'homme avait fait jouer l'enregistrement sur son magnétophone dans l'espoir d'être entendu. 

## Incidents similaires
En 2012, trois personnes à la recherche d'airelle rouge s'étaient perdues dans les montagnes de l'oblast de Tomsk, en Russie. Elles ont fabriqué un signe SOS avec des troncs de bouleaux et ont été secourues cinq jours plus tard par un hydravion en route pour éteindre un feu de forêt.